# Sant Josep (la Llagosta)
Sant Josep és una església de la Llagosta (Vallès Oriental) inclosa a l'Inventari del Patrimoni Arquitectònic de Catalunya.

## Descripció
L'edifici és de tipus basilical, de tres naus, amb contraforts laterals. L'absis és circular. La porta és d'arc de mig punt, i sobre ella hi ha un ull de bou de bones dimensions. El campanar és quadrat amb quatre buits i a sota de cadascun d'ells hi ha tres finestres.

## Història
L'edifici va ser construït el 1954, tot i que la Llagosta ja era parròquia des del 1947, dos anys més tard de la seva independència municipal de Sant Fost. Antigament pertanyia a tots els afectes a Cabanyes, però quan aquesta demarcació va ser incorporada a Sant Fost el 1867, la Llagosta va passar a formar part de la parròquia de Santa Perpètua.